# D'Angelo (cantante)
D'Angelo, pseudonimo di Michael Eugene Archer (Richmond, 11 febbraio 1974), è un cantante, polistrumentista, compositore e produttore discografico statunitense.
È ritenuto uno dei fondatori della moderna musica soul, corrente sviluppatasi a metà degli anni 1990 che unisce organicamente il suono dell'hip hop con quello dell'R&B. Il suo lavoro trae ispirazione da Marvin Gaye, Stevie Wonder, Prince, Curtis Mayfield ed Al Green; scrive da solo le proprie liriche e si occupa anche della produzione musicale.

## Biografia
Fin da bambino, D'Angelo studia il pianoforte, all'età di 18 anni vince un concorso per giovani talenti presso L'Apollo Theater di Harlem. È parte di un gruppo hip hop, I.D.U., successivamente ottiene un contratto con la Emi Records nel 1991, il suo primo successo è del 1994 con il singolo U Will Know. Nel 1995 debutta con l'album Brown Sugar, che conquista quella fascia di pubblico alla ricerca di un connubio tra hip hop e R&B diverso dalla musica che occupa abitualmente la classifica.
Alla stregua di Erykah Badu, Lauryn Hill e Maxwell, D'Angelo diviene parte integrante del movimento neo-soul. Brown Sugar vende oltre due milioni di copie, e nei due anni seguenti D'Angelo rimane impegnato in tour. Collabora alle colonne sonore di alcuni film: con Eddie Kendricks nel brano Girl You Need A Change of Mind (per il film Bus in viaggio); con gli Ohio Players in Heaven Must Be Like This (film Down in the Delta); con Prince in She's Always In My Hair (film Scream 2). Duetta con Lauryn Hill in Nothing Really Matters.
Nei primi mesi del 2000 esce Voodoo, che fa vincere a D'Angelo il Grammy Award per Best Male R&B Vocal, mentre l'album vince il premio Best R&B Album.
Dopo una lunga pausa in cui si concede qualche collaborazione (su tutte quelle con Q-Tip, Snoop Dogg, Common e Dr. Dre), nel 2008 pubblica la raccolta The Best So Far....
Nel 2012 è tornato ad esibirsi dal vivo e anche in televisione. Nel frattempo viene rivelata la notizia di una sessione di registrazione avvenuta con Questlove (The Roots).
Nel tour, chiamato Liberation Tour, l'artista condivide alcune date con Mary J. Blige.
Tuttavia, alcune date vengono cancellate per problemi di salute dello stesso D'Angelo.
Nel dicembre 2014 l'artista annuncia la pubblicazione di un nuovo album a 14 anni di distanza dal precedente: si tratta di Black Messiah.
La prima canzone estratta dal disco è Sugah Daddy, che viene pubblicata su internet. Il 14 dicembre 2014 D'Angelo ha presentato l'album a New York.

## Vita privata
Durante gli anni novanta D'Angelo ha avuto una relazione con la cantante soul Angie Stone, con la quale ha anche collaborato alla realizzazione del suo primo album Black Diamond del 1999. La coppia ha avuto anche un figlio: Michael D'Angelo Archer II (1997). D'Angelo ha avuto anche altri due figli da diverse relazioni: una figlia, Imani Archer (1999) ed un figlio, Morocco Prince Archer (2010).

## Discografia

### Album in studio
- 1995 – Brown Sugar
- 2000 – Voodoo
- 2014 – Black Messiah

### Live
- 1998 – Live at the Jazz Cafe

### Raccolte
- 2008 – The Best So Far...
- 2018 - Unshaken (Red Dead Redemption II)[7]